# Heliaeschna simplicia
Heliaeschna simplicia är en trollsländeart som först beskrevs av Karsch 1891.  Heliaeschna simplicia ingår i släktet Heliaeschna och familjen mosaiktrollsländor. IUCN kategoriserar arten globalt som livskraftig. Inga underarter finns listade i Catalogue of Life.